# Ernst Caspar Dürr

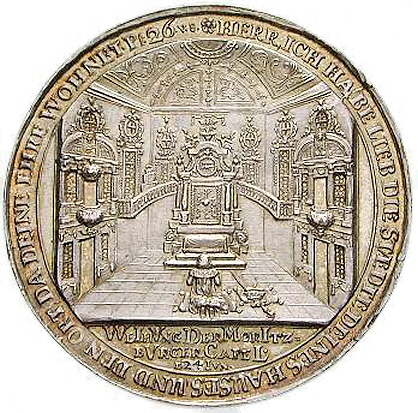
Ernst Caspar Dürr: Einweihung der Kapelle durch Kurfürst Johann Georg II. von Sachsen

Ernst Caspar Dürr (* um 1645; † um 1700) war ein deutscher Medailleur, Kupferstecher und von 1671 bis 1681 Münzgraveur der Münzstätte Dresden.

## Leben
Zum Leben Ernst Caspar Dürrs ist wenig bekannt. Als sicher gilt, dass er um 1645 als Sohn des Weimarer Kupferstechers Johann Dürr (* Augsburg um 1600, † Weimar 1663) in Thüringen (außerhalb von Weimar) geboren wurde und Bruder des Weimarer Münzmeisters Johann Christoph Dürr (* Weimar 1648; † Weimar 1684) war. Nach dem Schulbesuch in Weimar wurde er zuerst von seinem Vater ausgebildet. Später erlernte er das Handwerk des Medailleurs. Von 1670 an wurde er zum fürstlich-sächsisch-gothaischen Hofmedailleur in Dresden ernannt und galt zu seiner Zeit als Meister seines Faches. Seine Medaillen unterzeichnete er meist mit seinen Initialen E.C.D. Ferner trat er als Kupferstecher in Erscheinung, wobei er vorrangig Porträts anfertigte.
Kurfürst Johann Georg II. von Sachsen erbaute eine neue Kapelle auf seinem Jagdschloss Moritzburg bei Dresden, deren Grundstein bereits 1661 gelegt wurde. Anlässlich der Einweihung dieser Kapelle am 24. Juni 1672, dem Johannisfest, erteilte er seinem Medailleur Ernst Caspar Dürr den Auftrag, eine Gedenkmünze zu entwerfen, die Wilhelm Ernst Tentzel in seinem Werk Sächsische Münzkunde 1705 abbilden ließ. Er erfüllte zur Zufriedenheit seines Kurfürsten den Auftrag. Auf der Vorderseite bildete er den Innenraum der Schlosskapelle ab, in der vor dem Altar der Kurfürst kniete und neben ihm auf einem Kissen das Kurschwert und der Kurhut lagen.

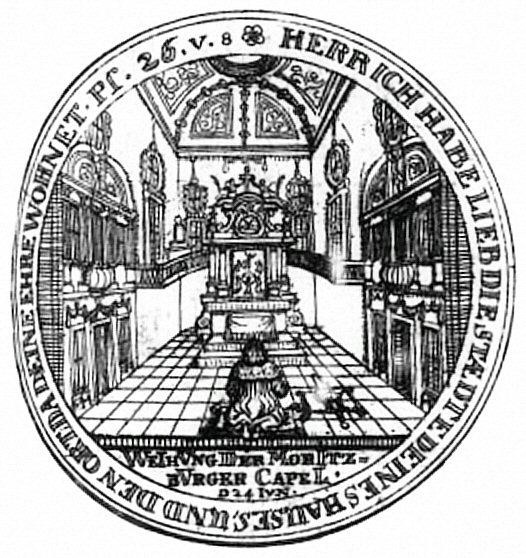
Ernst Caspar Dürr: Abbildung in Sächsische Münzkunde 1705 von Wilhelm Ernst Tentzel

Noch zu Dresdner Zeiten arbeitete bei ihm Christian Wermuth als Geselle und vervollkommnete bei ihm seine Kenntnisse. Als nach dem Tode seines Kurfürsten ein anderer auf den Thron folgte, verlor Ernst Caspar Dürr sein Amt als Hofmedailleur, blieb aber noch weitere drei Jahre in Dresden. 1683 folgte Ernst Caspar Dürr einem Ruf nach Zerbst und arbeitete dort bis 1692 am Hofe des Herzogs von Anhalt-Zerbst, danach zog Ernst Caspar Dürr nach Stettin und später sogar nach Riga.
Siehe auch: Wechseltaler – Dürr schnitt als Nachfolger von Johann Caspar Höckner in Dresden augenscheinlich einen Teil dieser Münzstempel.